# Lorditomaeus cambeforti
Lorditomaeus cambeforti är en skalbaggsart som beskrevs av Bordat 1983. Lorditomaeus cambeforti ingår i släktet Lorditomaeus och familjen Aphodiidae. Inga underarter finns listade i Catalogue of Life.